# Anne Rogers
Anne Rogers (Liverpool, 29 luglio 1933) è un'attrice, cantante, ballerina doppiatrice inglese.

## Biografia
Esordì sulle scene appena quindicenne nella prima londinese del musical di Sandy Wilson The Boy Friend, in cui interpretava la protagonista Polly Browne. Il musical e l'interpretazione della Rogers furono un enorme successo e l'attrice rimase nel cast nello show per quattro anni. Dopo il trionfo di The Boy Friend, ottenne il ruolo della protagonista Eliza nella prima tournée statunitense di My Fair Lady, in ruolo in cui andò a rimpiazzare Julie Andrews nella produzione londinese del musical in scena al Theatre Royal Drury Lane; avrebbe interpretato nuovamente Eliza Doolittle anche in una nuova tournée statunitense nel 1977 e a Nanuet nel 1980, accanto al professor Higgins di Edward Mulhare. Per la sua interpretazione della fioraia cockney vinse il Sarah Siddons Award, il massimo riconoscimento teatrale di Chicago, nel 1958.
Nel 1964 tornò sulle scene londinesi con la prima britannica di She Loves Me, diretto da Harold Prince e con il Premio Oscar Rita Moreno nel cast. Nel 2005 avrebbe dovuto fare il suo ritorno sul West End nel musical Billy Elliot, ma abbandonò la produzione durante le prove a causa dei numerosi tagli che avevano reso quasi inesistente la sua parte, quella della nonna del protagonista. Nel 2007 tornò a recitare a New York in una produzione concertistica di Follies con Donna Murphy, Victoria Clark, Christine Baranski e Mimi Hines. Nello stesso anno recitò per l'ultima volta nel West End, nella prima britannica di The Drowsy Chaperone con Elaine Paige e Bob Martin.

## Filmografia

### Televisione
- Gli eroi di Hogan - serie TV, 2 episodi (1970)
- Cianuro a colazione - film TV (1983)
- Capitol - serie TV, 1 episodio (1984)
- MacGyver - serie TV, 1 episodio (1986)
- Beverly Hills 90210 - serie TV, 1 episodio (2000)
- Doctors - serie TV, 1 episodio (2008)

### Doppiaggio
- Disneyland - serie TV, 1 episodio (1988)
- Il mondo incantato di Belle (Belle's Magical World), regia di Cullen Blaine (1998)
- La famiglia della giungla - serie TV, 1 episodio (2003)

## Doppiatrici italiane
Come doppiatrice è stata sostituita in italiano da:
- Alina Moradei ne Il mondo incantato di Belle